# ФК „Крумовград“
ФК „Крумовград“ е футболен клуб от град Крумовград, България. Основан е през 1925 г. Играеше мачовете си на Спортен комплекс „Никола Щерев – Старика“ в Пловдив. Цветове на клуба са синьо и жълто.

## История

### Създаване и регионални първенства
Първоначалният клуб е основан като Левски Крумовград през 1925 г., играейки предимно в регионалните лиги. За кратък период отборът не съществува, но през 2005 г. отборът е преучреден под името Левски 2005.

### ФК Крумовград и професионалните лиги (от 2021 г.)
През 2021 г. тимът печели класиране в Трета лига на България и дава сериозни амбиции за спечелване на групата и изкачване в професионалния футбол със Стефан Генов за треньор. През октомври 2021 г. клубът променя името си от Левски 2005 на Крумовград и приема ново лого. На 14 март 2022 г. клубът печели Югоизточната Трета лига и се изкачва във Втора лига за първи път в своята история.
На 26 май 2023 г. Крумовград за първи път в историята си осигурява класиране в Първа лига.
На 2 юли 2025 г. ръководството на отбора съобщава, че Крумовград няма да може да се състезава във Втора лига поради липса на стадион, който да отговаря на изискванията на БФС за провеждане на футболни мачове от професионално ниво.

## Настоящ състав
Актуално към 15 ноември 2024 г..
| №  | Пост | Играч             |
| -- | ---- | ----------------- |
| 1  | В    | Янко Георгиев     |
| 12 | В    | Милко Баданов     |
| 21 | В    | Благой Макенджиев |

| №  | Пост | Играч             |
| -- | ---- | ----------------- |
| 3  | З    | Сертан Ватансевер |
| 4  | З    | Лукас Сантана     |
| 5  | З    | Матей Шимич       |
| 24 | З    | Лазар Марин       |
| 25 | З    | Станислав Работов |
| 18 | З    | Клайдер Маседо    |
| 91 | З    | Вячеслав Велев    |

| №  | Пост | Играч               |
| -- | ---- | ------------------- |
| 7  | Х    | Момчил Цветанов     |
| 10 | Х    | Серкан Юсеин        |
| 11 | Х    | Александър Георгиев |
| 14 | Х    | Стефан Попов        |
| 18 | Х    | Даниел Паули        |
| 20 | Х    | Джунейт Яшар        |
| 22 | Х    | Ерол Дост           |
| 44 | Х    | Божидар Кацаров     |

| №  | Пост | Играч          |
| -- | ---- | -------------- |
| 9  | Н    | Рафаел Фуртадо |
| 13 | Н    | Диего Рапосо   |
| 17 | Н    | Патрик Луан    |
| 19 | Н    | Наско Милев    |
| 70 | Н    | Матеус Соуса   |
| 77 | Н    | Октай Юсеин    |